# Profesionalni doktorat u inženjerstvu
Profesionalni doktorat u inženjerstvu (PDEng) odnosno tehnički doktorat u inženjerstvu je Holandska diploma koja se dodeljuje diplomiranim studentima raznih inženjerskih struka koji su u Holandiji odslušali i završili dvogodišnje postdiplomske studije iz domena inženjerskih nauka. Svi PDEng programi stavljaju akcenat na industrijsku primenu već stečenih teorijskih znanja sa osnovnih studija. Za upis na postdiplomske PDEng studije u Holandiji, osnovni preduslov je posedovanje relevantne master diplome iz srodnih oblasti.

I ako u svom nazivu sadrži reč doktorat, PDEng diplomu ne treba mešati sa zvanjem Doktora nauka. Prema naučnim zvanjima u Republici Srbiji PDEng diploma je najpribližnija nekadašnjem zvanju Magistra nauka. Magistarske studije su ukinute nakon početka uvođenja Bolonjskog procesa.
 
Diploma Profesionalnog doktorata u Inženjerstvu može se steći na tri tehnička univerziteta u Holandiji: Tehnički univerzitet u Ajndhovenu (Eindhoven University of Technology), Tehnički univerzitet u Delftu (Delft University of Technology) i Tvente univerzitetu (University of Twente).
 
Međufakultativnu saradnju sva tri univerziteta na polju diplomiranih PDEng studenata objedinjuje Institut Stan Akermansa (Stan Ackermans Institute).

## Akreditacija
PDEng programi su sertifikovani od strane Holandskog sertifikacionog komiteta za Tehničke dizajnere (Dutch Certification Committee for Technological Design Programs, CCTO or Dutch: Nederlandse Certificatiecommissie voor Opleidingen tot Technologisch Ontwerper) koji zastupa interese kolektiva zaposlenih u Holandiji (Dutch: Raad Centrale Ondernemingsorganisaties) i Kraljevskog Inženjerskog Instituta Holandije (KIVI NIRIA or Dutch: Koninklijk Instituut Van Ingenieurs). Osnovni cilj Holandskog sertifikacionog komiteta (CCTO) je da održi visoko kotiranje PDEng diplome kako u obrazovanju, tako i u industriji. Komitet vrši kontrolu i ocenjivanje svih PDEng programa na svakih 5 godina, čime programi održavaju svoj kvalitet na najvišem nivou. Od nedavno su počele da se vode i diskusije na temu priznavanja PDEng diplome i u ostatku Evrope, na primer u Engleskoj i Švedskoj.

## Istorija
Profesionalni doktorat u inženjerstvu (PDEng) je dobio svoje ime nakon uvođenja Bolonjskog procesa u Holandiji. Za vreme uvođenja Bolonjskog procesa u 2001 godini, PDEng je nosio ime Master u Tehničkom Dizajnu (MTD : Master of Technical Design). Da bi se ova diploma razlikovala od zvanja Master diplome, zvanje je preimenovano 2004 godine u Profesionalni doktorat u inženjerstvu (PDEng).

## Studije i upis
U zavisnosti od PDEng programa godišnje se po programu upiše između 10 i 20 studenata. Na pojedinim programima upis je jednom godišnje, na nekima dva puta godišenje, dok postoje i programi gde se studenti prijavljuju i upisuju tokom cele godine. Prijava za studiranje se vrši putem interneta. Sva poslata dokumenta trebaju biti prevedena na Engleski jezik i overena od strane sudskog tumača.
 
Svi PDEng studenti imaju predavanja i ocenjivanja na Engleskom jeziku. Stoga se od studenata traži dobro razumevanje i konverzacija na Engleskom jeziku. Za većinu programa, potrebno je dostaviti neko od uverenja o poznavanju jezika(TOEFL, IELTS i sl.).

Sam odabir studenata je prilično strog. Samo podnosioci zahteva sa visokim prosekom ocena (objavljenim naučnim radovima ili radnim iskustvom iz struke) mogu da očekuju da će biti pozvani na intervju. Sam intervju, koji je u većini slučajeva video razgovor putem interneta je završna faza pred finalni odabir kandidata.
    
Po upisu kandidata na programe, kandidati bivaju registrovani na dotičnim univerzitetima u svojstvu istraživača. Na fakultetu oni imaju status zaposlenih lica i za svoj rad primaju adekvatnu novčanu nadoknadu.

## PDEng programi 2012
01. Architectural Design Management Systems (ADMS)

02. Automotive Systems Design (ASD)
  
03. BioProduct Design (BPD)

04. Bioprocess Engineering (BPE)

05. Chemical Product Design (CPD)

06. Civil Engineering (CE)
   
07. Comprehensive Design in Civil Engineering (CDCE)
  
08. Design and Technology of Instrumentation (DTI)

09. Energy and Process Technology (EPT)
  
10. Information and Communication Technology (ICT)

11. Logistics Management Systems (LMS)

12. Mathematics for Industry (MI)

13. Process and Product Design (PPD)

14. Process and Equipment Design (PED)

15. Robotics
  
16. Smart Energy Buildings and Cities (SEBC)
  
17. Software Technology (ST)

18. User System Interaction (USI)

## Spoljašnje veze
1. ↑  „PDEng degree program”. Архивирано из оригинала 29. 09. 2010. г. Приступљено 15. 07. 2012.
2. ↑  „PDEng Eindhoven”. Архивирано из оригинала 30. 07. 2012. г. Приступљено 15. 07. 2012.
3. ↑  „PDEng trainees Delft”. Архивирано из оригинала 07. 04. 2014. г. Приступљено 15. 07. 2012.
4. ↑  University of Twente
5. ↑  „Stan Ackermans Institute home page”. Архивирано из оригинала 29. 09. 2010. г. Приступљено 15. 07. 2012.
6. ↑  „KIVI NIRIA - Certificatiecom. voor Opleidingen tot Technologisch Ontwerper”. Архивирано из оригинала 21. 02. 2013. г. Приступљено 15. 07. 2012.
7. ↑  Extending the professional recognition of our engineering doctorate students across Europe
8. ↑  „CCTO certifies two-year postgraduate courses to PDEng”. Архивирано из оригинала 21. 02. 2013. г. Приступљено 15. 07. 2012.
9. ↑  „Stan Ackermans Institute two-year post-MSc programs”. Архивирано из оригинала 13. 10. 2010. г. Приступљено 15. 07. 2012.